# 유흠 (밀향효후)
유흠(劉欽, ? ~ ?)은 전한 후기의 제후로, 교동경왕의 손자이다.

## 행적
아버지 유림의 뒤를 이어 밀향후(密鄕侯)에 봉해졌다. 시호를 효라 하였고, 아들 유창이 작위를 이었다.

## 출전
- 반고, 《한서》 권15하 왕자후표 下

| 선대 아버지 밀향경후 유림 | 전한의 밀향후 ? ~ ? | 후대 아들 유창 |